# Maria del Lussemburgo (duchessa di Penthièvre)
Maria del Lussemburgo (Lamballe, 12 febbraio 1562 – Anet, 6 settembre 1623) fu duchessa di Penthièvre dal 1569 al 1623, e principessa di Martigues.
Era figlia di Sebastiano di Lussemburgo-Martigues, prima conte e poi duca di Penthièvre, e di Maria di Beaucaire.
Fu un personaggio importante della storia del ducato di Bretagna: lontana discendente della duchessa Giovanna di Penthièvre e del marito, Carlo di Blois, ebbe l'ambizione di ristabilire la sovranità del ducato e di salire sul trono con il marito, Filippo Emanuele di Lorena, cognato di Enrico III di Francia e governatore di Bretagna, per grazia di quest'ultimo. La vittoria di Enrico IV le impedì di realizzare il suo progetto, che non era privo di realismo, tanto ella era amata dagli abitanti di Nantes.

## Biografia
Il padre morì quando lei aveva 7 anni. All'età di 13 anni, sposò a Parigi il cognato di Enrico III, Filippo Emanuele di Lorena, duca di Mercœur, dal quale ella non ebbe che una sola figlia sopravvissuta.
Quasi rovinata per le innumerevoli spese che avevano consentito al marito di mantenere un esercito durante le guerre della Lega Santa e quelle contro gli Ottomani in Ungheria, rifiutò subito le offerte di riconciliazione del béarnese Enrico di Navarra e non poté rientrare a Parigi che in occasione dei funerali di sua cognata, la regina Luisa nel 1603.
Il marito morì nel 1602 a Norimberga, ove si era recato per combattere contro i turchi; il matrimonio della figlia con Cesare di Borbone-Vendôme, figlio illegittimo legittimato di Enrico IV, ebbe luogo solo il 7 luglio 1609, tanto la duchessa-vedova di Mercœur vi si era opposta da lungo tempo: ella non poteva – disse – risolversi a confondere «…il suo nobile sangue con quello di un bastardo, fosse pure di sangue reale», ma le somme pagate dallo stesso Enrico IV per la sua accettazione (4.295.350 lire, secondo Massimiliano di Béthune) e l'assenza di un sostegno da parte dei suoi parenti ebbero senza dubbio ragione delle sue resistenze.
Ritornata a Parigi, ella moltiplicò le sue donazioni agli ordini religiosi, fondando il Convento dei Cappuccini nel Fauburg Saint-Honoré, secondo le ultime volontà della regina Luisa  e i conventi dei Foglianti, dei Cappuccini e quello dei Giacobini riformati.

## Matrimonio e discendenza
Maria ebbe da Filippo Emanuele di Lorena, duca di Mercœur, 4 figli di cui tre deceduti in tenera età: 
- Francesco
- Luigi
- Filippo
- Francesca, andata sposa il 7 luglio a Cesare di Borbone-Vendôme, figlio illegittimo legittimato di Enrico IV.

## Ascendenza
|                                                  |                     |                                              | Genitori                                               |  |  | Nonni |  |  | Bisnonni                                        |  |  | Trisnonni                               |  |
|                                                  |                     |                                              |                                                        |  |  |       |  |  | François I de Luxembourg, visconte de Martigues |  |  | Thibaud de Luxembourg, conte de Brienne |  |
|                                                  |                     |                                              |                                                        |  |  |       |  |  | François I de Luxembourg, visconte de Martigues |  |  | Thibaud de Luxembourg, conte de Brienne |  |
|                                                  |                     | Philippotte de Melun, signora de Sottenghien |                                                        |  |  |       |  |  | François I de Luxembourg, visconte de Martigues |  |  |                                         |  |
| François II de Luxembourg, visconte de Martigues |                     |                                              |                                                        |  |  |       |  |  | François I de Luxembourg, visconte de Martigues |  |  |                                         |  |
|                                                  |                     | Luisa di Savoia                              | Giano di Savoia, conte in appannaggio di Ginevra       |  |  |       |  |  |                                                 |  |  |                                         |  |
|                                                  |                     | Luisa di Savoia                              | Giano di Savoia, conte in appannaggio di Ginevra       |  |  |       |  |  |                                                 |  |  |                                         |  |
|                                                  |                     | Luisa di Savoia                              | Hélène de Luxembourg                                   |  |  |       |  |  |                                                 |  |  |                                         |  |
| Sébastien de Luxembourg, duca de Penthièvre      |                     | Luisa di Savoia                              |                                                        |  |  |       |  |  |                                                 |  |  |                                         |  |
|                                                  |                     | René de Brosse, conte de Penthièvre          | Jean III de Brosse, conte de Penthièvre                |  |  |       |  |  |                                                 |  |  |                                         |  |
|                                                  |                     | René de Brosse, conte de Penthièvre          | Jean III de Brosse, conte de Penthièvre                |  |  |       |  |  |                                                 |  |  |                                         |  |
|                                                  |                     | René de Brosse, conte de Penthièvre          | Louise de Laval                                        |  |  |       |  |  |                                                 |  |  |                                         |  |
| Charlotte de Brosse                              |                     | René de Brosse, conte de Penthièvre          |                                                        |  |  |       |  |  |                                                 |  |  |                                         |  |
|                                                  |                     | Jeanne de La Clite de Commines               | Philippe de Commines, signore d'Argenton et de Talmond |  |  |       |  |  |                                                 |  |  |                                         |  |
|                                                  |                     | Jeanne de La Clite de Commines               | Philippe de Commines, signore d'Argenton et de Talmond |  |  |       |  |  |                                                 |  |  |                                         |  |
|                                                  |                     | Jeanne de La Clite de Commines               | Hélène de Chambes, signora de Montsoreau               |  |  |       |  |  |                                                 |  |  |                                         |  |
| Marie de Luxembourg, duchessa de Penthièvre      |                     | Jeanne de La Clite de Commines               |                                                        |  |  |       |  |  |                                                 |  |  |                                         |  |
|                                                  | Pierre de Beaucaire | Jean de Beaucaire                            |                                                        |  |  |       |  |  |                                                 |  |  |                                         |  |
|                                                  | Pierre de Beaucaire | Jean de Beaucaire                            |                                                        |  |  |       |  |  |                                                 |  |  |                                         |  |
|                                                  | Pierre de Beaucaire | Marie de Montaignac                          |                                                        |  |  |       |  |  |                                                 |  |  |                                         |  |
| Jean de Beaucaire, signore de Puyguillon         | Pierre de Beaucaire |                                              |                                                        |  |  |       |  |  |                                                 |  |  |                                         |  |
|                                                  |                     | Françoise de Bayard                          | …                                                      |  |  |       |  |  |                                                 |  |  |                                         |  |
|                                                  |                     | Françoise de Bayard                          | …                                                      |  |  |       |  |  |                                                 |  |  |                                         |  |
|                                                  |                     | Françoise de Bayard                          | …                                                      |  |  |       |  |  |                                                 |  |  |                                         |  |
| Marie de Beaucaire, signora de Puyguillon        |                     | Françoise de Bayard                          |                                                        |  |  |       |  |  |                                                 |  |  |                                         |  |
|                                                  |                     | Lyonnet du Breuil, signore de Paluau         | …                                                      |  |  |       |  |  |                                                 |  |  |                                         |  |
|                                                  |                     | Lyonnet du Breuil, signore de Paluau         | …                                                      |  |  |       |  |  |                                                 |  |  |                                         |  |
|                                                  |                     | Lyonnet du Breuil, signore de Paluau         | …                                                      |  |  |       |  |  |                                                 |  |  |                                         |  |
| Guyonne du Breuil                                |                     | Lyonnet du Breuil, signore de Paluau         |                                                        |  |  |       |  |  |                                                 |  |  |                                         |  |
|                                                  |                     | Anne de Baudreuil                            | …                                                      |  |  |       |  |  |                                                 |  |  |                                         |  |
|                                                  |                     | Anne de Baudreuil                            | …                                                      |  |  |       |  |  |                                                 |  |  |                                         |  |
|                                                  |                     | Anne de Baudreuil                            | …                                                      |  |  |       |  |  |                                                 |  |  |                                         |  |
|                                                  |                     | Anne de Baudreuil                            |                                                        |  |  |       |  |  |                                                 |  |  |                                         |  |